# تحامل خيري
التحامل الخيري هو نوع إيجابي ظاهري من أنواع التحامل الذي يتم الإعراب عنه من حيث المعتقدات الإيجابية والاستجابات العاطفية. وعلى الرغم من أن هذا النوع من التحامل ينسب أشياءً جيدة كما يُفترض لمجموعات معينة، إلا أن به سلبية تتمثل في إبقاء أعضاء المجموعة في مناصب أقل شأنًا في المجتمع (ويتلي، 2010). ويمكن أن يساعد التحامل الخيري على تبرير أي تحاملات عدائية يكنها شخص ما تجاه مجموعة معينة (ميللر، 2001).

## الاستخدام
تم إجراء معظم الأبحاث على التحامل الخيري على الجنسانية الخيرية والافتراضات النمطية. وهذا يستتبع أدوارًا إيجابية للجنسين، مثل كون الرجال «أقوياء» و«معيلين» وكون النساء «ضعيفات» و«عفيفات». الجنسانية الخيرية، جنبًا إلى جنب مع الجنسانية العدائية، هي مجموعة فرعية من الجنسانية المتناقضة. وهناك أيضًا أبحاث تشير إلى التحامل الخيري كجزء من التمييز ضد المسنين. ويمكن أن تنطبق المعتقدات الخيرية على أي مجموعة وتكون ضارة مثلها مثل التحاملات العدائية. ومن الأمثلة على هذه الأنواع من التحاملات أن «جميع الأسيويين أذكياء» وأن «جميع الأمريكيين من أصل إفريقي رياضيون.» وفي حين أننا قد نعتبر أن كون الأشخاص أذكياء ورياضيين أمر إيجابي، إلا أن هذه الأشياء لا تنطبق على كل عضو في مجموعة معنية.

## دراسة/مثال
في التجربة التي أجراها جود وبارك وريان وبراور وكراوس (1995)، تبين التصورات التي يحملها الأمريكيون البيض بشأن الأمريكيين من أصل إفريقي أنهم يحملون معتقدات عدائية تشير إلى أنهم اعتبروا الأمريكيين من أصل إفريقي باعتبارهم عدائيين ومنغلقين وغير مسؤولين وكثيري الصخب. ومع ذلك، حمل نفس المشاركين من الأمريكيين البيض معتقدات خيرة وهي أن الأمريكيين من أصل إفريقي كانوا رياضيين وموسيقيين ودينيين ويتمتعون بعلاقات أسرية قوية. كما تم إجراء الدراسة أيضًا مع المشاركين الأمريكيين من أصل إفريقي الذين طُلب منهم مشاركة معتقداتهم بشأن الأمريكيين البيض. وقال الأمريكيون من أصل إفريقي إن الأمريكيين البيض كانوا أنانيين وجشعين ومتجهمي الوجه/متوترين ومنطوين عن العالم الحقيقي. ومع ذلك، كانت لدى نفس الأمريكيين من أصل إفريقي معتقدات خيرة تمثلت في أن الأمريكيين البيض كانوا أذكياء ومنظمين ومستقلين وأثرياء.